# الأكاديمية الملكية الإسبانية للعلوم
الأكاديمية الملكية الإسبانية للعلوم (بالإسبانية: Real Academia de Ciencias Exactas، Físicas y Naturales)‏ هي مؤسسة أكاديمية وجمعية علمية تأسست في مدريد عام 1847. وهي مكرسة لدراسة وبحث الرياضيات والفيزياء والكيمياء والبيولوجيا والهندسة والعلوم ذات الصلة.

## تاريخ
أنشئت أكاديمية العلوم الحديثة، وهي أكاديمية الرياضيات في مدريد عام 1582، في عهد فيليب الثاني. لقد تطورت من بيئة التعاون بين الكوزموغرافيين والمهندسين المعماريين والمهندسين المدنيين الذين خدموا الملك كما تضمنت خبراء مدفعية ومهندسين عسكريين بارزين.
كانت المبادرة مدفوعة بالاهتمام الذي كان موجودًا في إسبانيا في أواخر القرن السادس عشر بالترويج لتدريس الرياضيات مع مراعاة تطبيقاتها العملية في مجالات متنوعة مثل الحساب التجاري وعلم الكونيات وعلم التنجيم من ناحية وفن الملاحة. ومشاكل محددة تتعلق بالمهارات العسكرية وتقنيات البناء من ناحية أخرى.
نشأت فكرة تأسيس أكاديمية الرياضيات مع خوان دي هيريرا الذي كان أيضًا أول مدير لها (1583-1597). تأسست في لشبونة وفقًا للوثائق الصادرة في 25 ديسمبر 1582، وبدأت العمل في أكتوبر من العام التالي في مكاتب رويال ألكاسر، وبعد ذلك بوقت قصير في المبنى الخاص بها القريب عند مدخل بالدانو في لا كالي ديل تيسورو. المساحة نفسها تشغلها اليوم دار الأوبرا تياترو ريال. بسبب التغييرات الواسعة في المكاتب الملكية في عام 1612، انتقلت المؤسسة إلى منزل ماركيز ليجانيس بواجهتها على كالي سان برناردو الواسعة حيث نفذت أنشطتها حتى حوالي عام 1630، عندما كانت جميع الممتلكات حول دخل وأدوات الأكاديمية إلى إمبريال كوليدج.
مع ازدهار أوروبا خلال القرن السابع عشر للأكاديميات في المجال العلمي تأسست الأكاديمية الملكية للطب والعلوم الطبيعية في عام 1734. بعد ذلك بوقت قصير أمر ماركيز إنسينادا خورخي خوان بتقسيمها إلى فروع مستقلة، وفي عام 1752 وضعت خطة النظام الخاصة بالجمعية الملكية للعلوم في مدريد.
انهار هذا المشروع والأكاديمية مع سقوط إنسينادا في 1754 ولم تكن هناك محاولة لإحيائها حتى 7 فبراير 1834: مرسوم لإنشاء الأكاديمية الملكية للعلوم في مدريد، استبدل لاحقًا بالمرسوم الملكي للإنشاء أكاديمية الرياضيات والفيزياء والعلوم الطبيعية في 25 فبراير 1847. نفذت أنشطتها الأولى في مواقع مختلفة (في المتحف الوطني للرسم في برج ليوجانس) حتى عام 1897 عندما وصلت إلى مقرها الحالي في كالي فالفيردي في الرقمين 22 و 24 (المباني التي كانت تشغلها سابقًا الملكية الإسبانية الأكاديمية).